# Izabal (departament)
Izabal – jeden z 22 departamentów Gwatemali, położony w zachodniej części kraju. Stolicą departamentu jest miasto Puerto Barrios. Nazwa departamentu pochodzi od nazwy największego w kraju jeziora, leżącego w całości na terenie departamentu. Departament graniczy na zachodzie z departamentem Alta Verapaz, na południu z departamentem Zacapa, na wschodzie granicą państwową z Hondurasem i na północy z departamentem Petén oraz granicą państwową z Belize.
Jest drugim co do wielkości departamentem w Gwatemali, lecz pod względem liczby mieszkańców dopiero czternastym. Najważniejszymi miastami w departamencie oprócz stołecznego są Morales, El Estor, Livingston i Los Amates. Departament ma charakter niziny. Średnie wyniesienie nad poziom morza wynosi 69 m, a klimat jest tropikalny, gorący i wilgotny.

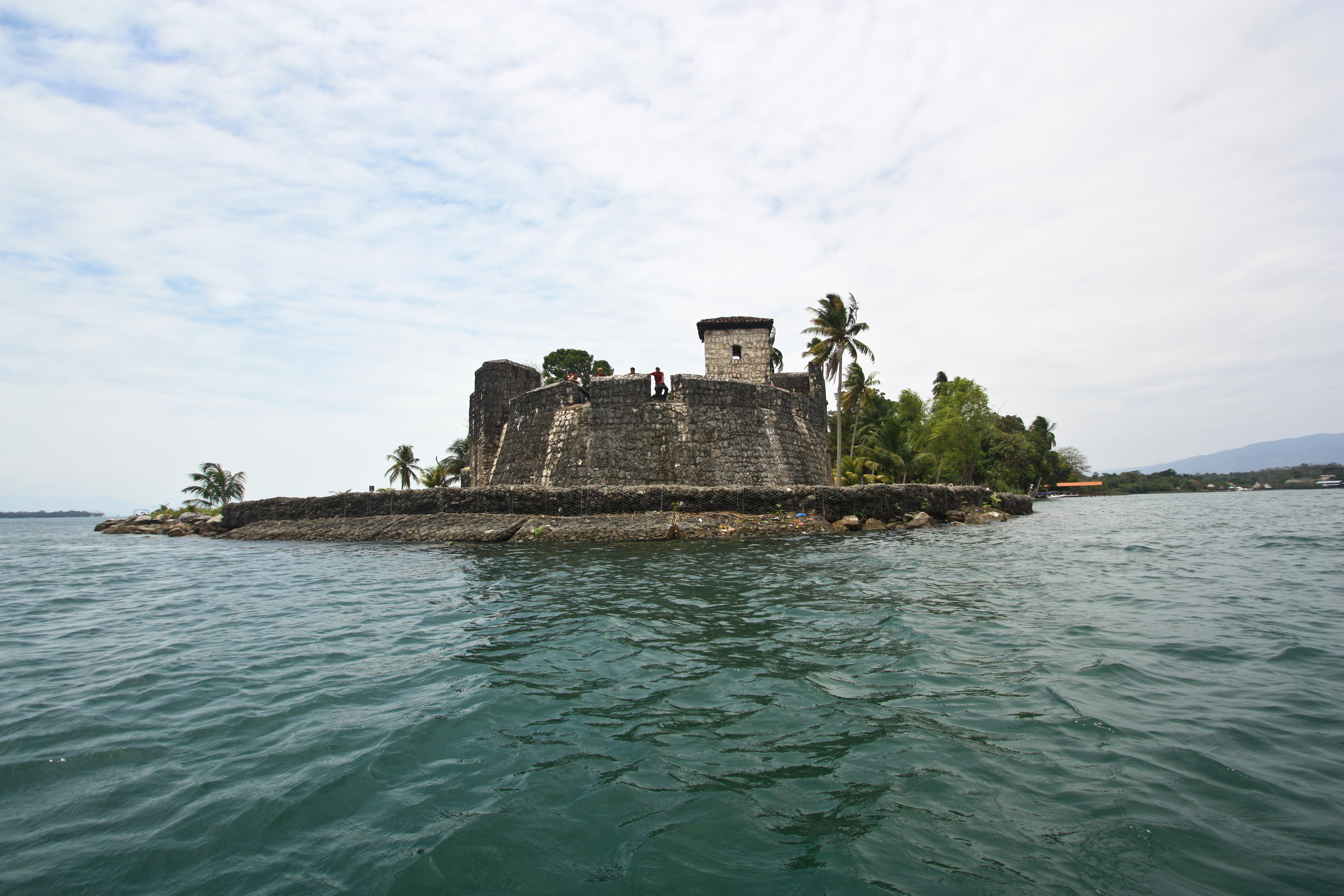
Twierdza San Felipe de Lara na jeziorze Izabal

## Podział departamentu
W skład departamentu wchodzi 5 gmin (municipios).
1. El Estor
2. Livingston
3. Los Amates
4. Morales
5. Puerto Barrios